# Xã Spencer, Quận Douglas, Missouri
Xã Spencer (tiếng Anh: Spencer Township) là một xã thuộc quận Douglas, tiểu bang Missouri, Hoa Kỳ. Năm 2010, dân số của xã này là 385 người.